# Karawankerna

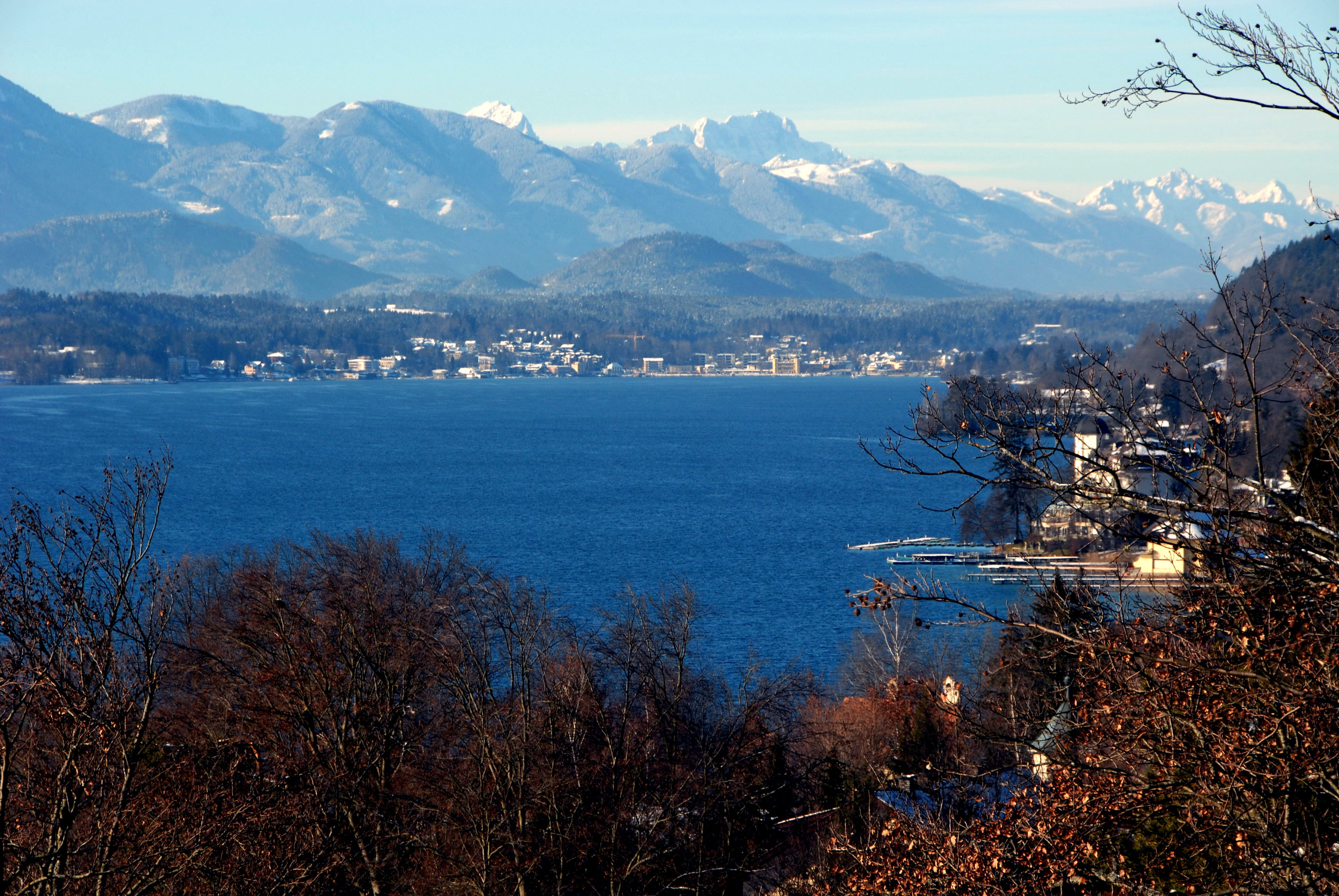
Wörthersee med Karawankerna

Karawankerna (slovenska: Karavanke) är en 120 kilometer lång bergskedja i Alperna mellan floderna Drau i norr och Sava i söder. Karawankerna bildar gränsen mellan det österrikiska förbundslandet Kärnten och Slovenien. Högsta bergstopp är Stol, 2236 meter över havet, på slovenska sidan om gränsen.
Viktiga övergångar över Karawankerna är bergspassen Wurzenpass/Korensko Sedlo, Loiblpass/Prelaz Ljubelj och Seebergssattel/Jezersko Sedlo. Genom Karawankerna går Karawankentunnlarna, en nära 10 kilometer lång motorvägstunnel och en mycket äldre, knappt 8 kilometer lång järnvägstunnel som båda förbinder Österrike med Slovenien.